# توشیهارو ایکدا
توشیهارو ایکدا (به ژاپنی: Toshiharu Ikeda)؛ ۲۳ فوریهٔ ۱۹۵۱ – ۲۶ دسامبر ۲۰۱۰) کارگردان، و فیلم‌نامه‌نویس اهل ژاپن بود.